# ジムファイター
ジムファイターとはボクシング用語の一つ。
試合では力を出せないのに、スパーリングでは強い選手のこと。スポーツを語る上でしばしば言われる「練習では素晴らしいが本番に弱い選手」のボクシングにおける呼称といえる。
元日本王者の高橋直人は、「試合はスパーリングと違い、ヘッドギアと分厚いグローブに守られていない。その恐怖心のせいで選手はあと一歩が踏み込めなくなる」のがジムファイターになる原因だと語っている。